# Kompetensveckan
Kompetensveckan (av arrangörerna skrivet KompetensVeckan) är ett forum och evenemang för kompetensutveckling som arrangeras årligen i Stockholm med fokus på ämnen som ledarskap, kommunikation, personlig utveckling och affärsutveckling. Fram till 2017 hette det Kompetensmässan.